# Oriodryas
Oriodryas là một chi bướm đêm thuộc phân họ Olethreutinae trong họ Tortricidae.

## Các loài
- Oriodryas olbophora Turner, 1925